# Pure Food
Pure Food — латвийская компания по переработке ягод и фруктов, по производству пищевых добавок и продуктов. Расположена в населённом пункте Пуре.
Является частью бельгийской компании Puratos.

## История
Предприятие было основано в 1994 году Айварсом Жимантсом.
26 апреля 2011 года бельгийское предприятие по производству кондитерских изделий Puratos выкупило у предприятия 100 % акций. Через 3 дня был уволен Айварс Жимантс — основатель компании.
Предприятие имеет два сертификата: ISO 9001-2000 и ISO 22000-2005.

## Продукция
Компания Puratos также использует продукцию компании для приготовления кондитерских изделий.

## Экспорт
Предприятие экспортирует свою продукцию в Эстонию, Литву, Россию, Финляндию, Белоруссию, Германию, США.